# Teuchophorus rohdendorfi
Teuchophorus rohdendorfi är en tvåvingeart som beskrevs av Stackelberg 1927. Teuchophorus rohdendorfi ingår i släktet Teuchophorus och familjen styltflugor. Inga underarter finns listade i Catalogue of Life.